# 赞斯特拉陨石坑
赞斯特拉陨石坑（Zanstra）是位于月球背面赤道区的一座撞击坑，其名称取自荷兰天文学家赫尔曼·赞斯特拉（1894年-1972年），1973年被国际天文学联合会批准接受。

## 描述

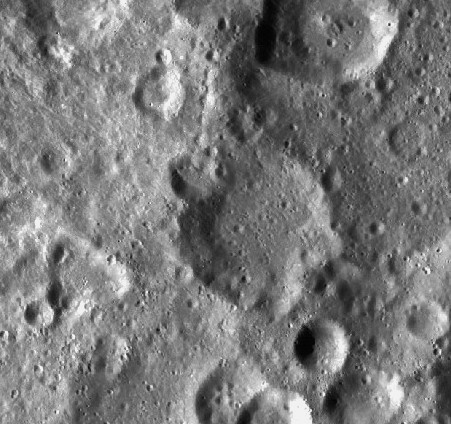
月球勘测轨道飞行器拍摄的图像

该陨坑西北分别毗邻更大的金环形山和伊本·弗纳斯环形山、东北靠近莫罗佐夫陨石坑，格里高利环形山和残损的索迪陨石坑分别位于它的东南和西南。沿赞斯特拉陨石坑东南外壁斜切着格里高利坑链，而它的西北侧也分布有一串无名的链坑。
该陨坑中心月面坐标为2°56′N 124°41′E / 2.93°N 124.69°E，直径39.50公里，深度约2.19公里。

赞斯特拉陨石坑是一座被严重侵蚀的撞击坑，其外观轮廓参差不齐，低矮、磨损的坑壁几乎与周边地形几乎难以区别，沿西北侧覆盖了一座小陨坑。赞斯特拉陨坑的残壁最大高出周边地形1020米，内部容积约1161公里立方千米。坑内表面相对平坦，散布着众多细小的坑穴，但没有较醒目的撞击坑。

## 卫星陨石坑
按惯例，最靠近赞斯特拉陨石坑的卫星坑在月图上以字母标注在该坑中心点的旁边。

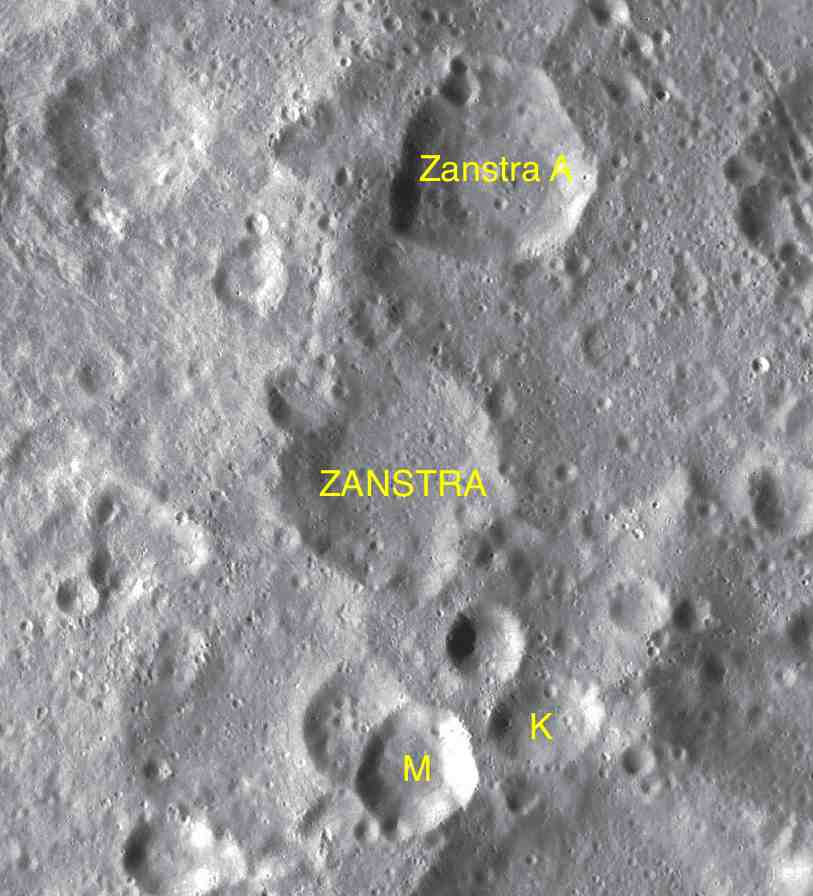
LAC-65 区域图

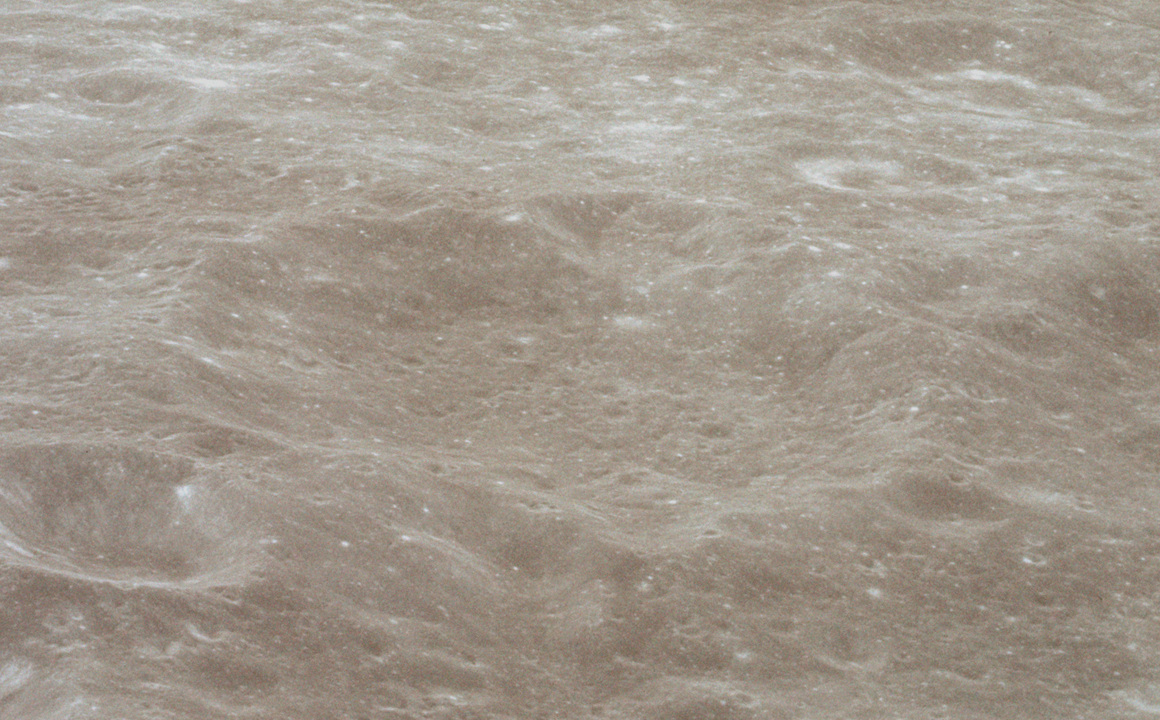
阿波罗17号拍摄的西北向斜视图

| 赞斯特拉 | 纬度   | 经度     | 直径    |
| -------- | ------ | -------- | ------- |
| A        | 4.5° N | 125.2° E | 36 公里 |
| K        | 2.0° N | 125.2° E | 14 公里 |
| M        | 1.1° N | 125.0° E | 23 公里 |

- 卫星坑赞斯特拉 A约形成于酒海纪[3]。

## 另请参阅
- Andersson, L. E.; Whitaker, E. A. . NASA RP-1097. 1982.
- Blue, Jennifer. . USGS. July 25, 2007  [2007-08-05]. （原始内容存档于2015-05-26）.
- Bussey, B.; Spudis, P. . New York: Cambridge University Press. 2004. ISBN 978-0-521-81528-4.
- Cocks, Elijah E.; Cocks, Josiah C. . Tudor Publishers. 1995. ISBN 978-0-936389-27-1.
- McDowell, Jonathan. . Jonathan's Space Report. July 15, 2007  [2007-10-24]. （原始内容存档于2015-01-12）.
- Menzel, D. H.; Minnaert, M.; Levin, B.; Dollfus, A.; Bell, B. . Space Science Reviews. 1971, 12 (2): 136–186. Bibcode:1971SSRv...12..136M. doi:10.1007/BF00171763.
- Moore, Patrick. . Sterling Publishing Co. 2001. ISBN 978-0-304-35469-6.
- Price, Fred W. . Cambridge University Press. 1988. ISBN 978-0-521-33500-3.
- Rükl, Antonín. . Kalmbach Books. 1990. ISBN 978-0-913135-17-4.
- Webb, Rev. T. W.  6th revised. Dover. 1962. ISBN 978-0-486-20917-3.
- Whitaker, Ewen A. . Cambridge University Press. 1999. ISBN 978-0-521-62248-6.
- Wlasuk, Peter T. . Springer. 2000. ISBN 978-1-85233-193-1.